# Guaymallén (departement)
Guaymallén is een departement in de Argentijnse provincie Mendoza. Het departement (Spaans:  departamento) heeft een oppervlakte van 164 km² en telt 251.339 inwoners.

## Plaatsen in departement Guaymallén
- Belgrano
- Bermejo
- Buena Nueva
- Capilla del Rosario
- Colonia Segovia
- Dorrego
- El Sauce (Mendoza)
- Guaymallén
- Jesús Nazareno
- Kilómetro 8
- Kilómetro 11
- La Primavera
- Las Cañas (Mendoza)
- Los Corralitos
- Nueva Ciudad
- Pedro Molina
- Puente de Hierro
- Rodeo de la Cruz
- San Francisco del Monte
- San José
- Villa Nueva